# Mahur
|  | Per a altres significats, vegeu «Mahur (fort)». |

Mahur és un poble de l'Índia a l'estat de Maharashtra, regió de Marathawada, districte de Nanded, i abans a la subah de Berar, al principat d'Hyderabad. És a la riba sud del Penganga, afluent del Godavari a 40 km al nord-oest de Kinwat a la part oriental de les muntanyes Sahyadri. Antigament es deia Matapur i modernament apareix de vegades com Mahor. Abans de l'islam tenia un santuari de Sri Dattatreya. Pertanyé als satavahanes i als rashtrakutes. El famós temple de Renuka, a un turó proper, fou obra dels yadaves. Va pertànyer per un temps als gonds. A la meitat del segle xiv va passar als bahmànides. El 1453 Mahmud Shah I Khalji de Malwa la va assetjar però no la va poder conquerir. Altre cop fou disputada entre bahmànides i Malwa el 1468. Fou erigida en província bahmànida el 1478; al segle xvi fou teatre de les lluites entre adilxàhides de Bijapur, nizamshàhides d'Ahmednagar i imadshàhides de Berar. Potser a causa de les lluites va perdre importància; va passar als mogols el 1636 amb el sultanat d'Ahmednagar i fou un sarkar de la subah de Berar, però progressivament va esdevenir insignificant. Des de 1724 va pertànyer al nizam d'Hyderabad, independitzat al Dècan, i al segle xix formà part del subdistricte de Sirpur Tandur fins que el 1905 va quedar integrada al districte d'Adilabad, divisió de Warangal. Hyderabad fou independent del 1947 al 1948 quan l'Índia va ocupar l'estat. El 1956 l'estat d'Hyderabad va ser dissolt i la part occidental va passar a Maharashtra.